# Noël-Yves Tonnerre
Noël-Yves Tonnerre (né à Concarneau en 1946) est un historien médiéviste français, professeur des universités émérite à l'université d'Angers.

## Biographie
Noël-Yves Tonnerre a été étudiant à l'université de Rennes et à l'université Paris-Nanterre (doctorat). Agrégé d'histoire, il a enseigné à Vannes et à Nantes. De 1993 à 2011, il est professeur d'histoire médiévale à l'université d'Angers. Il obtient en septembre 2011 le statut de professeur émérite dans cette même université.

### Engagements
Noël-Yves Tonnerre préside également l'association « Mémoire des princes angevins ».

## Activités de recherche
Professeur des universités émérite à l'université d’Angers, Noël-Yves Tonnerre a pour principaux thèmes de recherche la Bretagne et le monde celtique au Moyen Âge, puis, plus généralement, la géographie historique et les structures sociales de l’Ouest de la France (Anjou, Bretagne) au cours du premier Moyen Âge (VIe – XIIe siècle). Il est actuellement membre associé du Centre de recherches historiques de l'Ouest (CERHIO). Parmi plusieurs projets en cours, il codirige le prochain volume de l'Histoire de l'Anjou et supervise notamment la publication du cartulaire de Saint-Nicolas d'Angers.

## Publications

### Ouvrages
- La Bretagne féodale, XIe – XIIIe siècle, en collaboration avec André Chédeville, Rennes, Ouest France, 1987.
- Naissance de la Bretagne : géographie historique et structures sociales de la Bretagne méridionale (Nantais et Vannetais) de la fin du VIIIe siècle à la fin du XIIe siècle, Angers, Presses de l’université d’Angers, 1994

version publiée de la thèse d'État
- Être chrétien en France au Moyen Âge, Paris, Le Seuil, 1996

### Directeur de publication
- La construction en Anjou au Moyen Âge. Actes de la table ronde d'Angers des 29 et 30 mars 1996 (codirigé avec Daniel Prigent), Angers, Presses de l'Université d'Angers, 1998.
- Chroniqueurs et historiens de la Bretagne du Moyen Âge au milieu du XXe siècle, Rennes, Presses Universitaires de Rennes, 2001.
- Noël-Yves Tonnerre et Élisabeth Verry (dir.), Les Princes angevins du XIIIe  au  XVe siècle : un destin européen, Rennes, Presses Universitaires de Rennes (PUR), coll. « Histoire », 2003, 320 p. (ISBN 2-86847-735-6, présentation en ligne, lire en ligne).
- Le Haut-Moyen Age en Anjou (codirigé avec Daniel Prigent), Rennes, Presses Universitaires de Rennes, 2010, et l'article « Les structures agraires de l’Anjou du haut Moyen Âge ».

### Préfacier
- Histoire de la Hongrie médiévale, tome I. Le temps des Arpads de Gyula Kristo, Rennes, Presses Universitaires de Rennes, 2001.
- Histoire de la Hongrie médiévale, tome II. La Hongrie des Habsbourg de Charles Kecskeméti, Rennes, Presses Universitaires de Rennes, 2011.

### Articles spécialisés
- « Les premiers châtelains et la nouvelle géographie politique du comté nantais » dans Olivier Bruand (dir.), Les pouvoirs locaux dans la France du Centre et de l’Ouest (VIIIe – XIe siècles), Rennes, Presses universitaires de Rennes, 2004.
- « Les structures agraires de l’Anjou du haut Moyen Âge », dans Le Haut-Moyen Age en Anjou (codirigé avec Daniel Prigent), Rennes, Presses universitaires de Rennes, 2010.
- « La place des abbayes cisterciennes dans l'histoire de l'Anjou », dans Les cisterciens dans le Maine et dans l'Ouest au Moyen Âge, Ghislain Baury, Vincent Corriol, Emmanuel Johans et Laurent Maillet (dir.), Annales de Bretagne et des Pays de l'Ouest, t. 120, no 3, septembre 2013, p. 153-169.